# Junta de los Ríos, La Unión de Isidoro Montes de Oca
Junta de los Ríos är en ort i Mexiko.   Den ligger i kommunen La Unión de Isidoro Montes de Oca och delstaten Guerrero, i den södra delen av landet, 300 km sydväst om huvudstaden Mexico City. Junta de los Ríos ligger 104 meter över havet och antalet invånare är 355.
Terrängen runt Junta de los Ríos är huvudsakligen kuperad. Junta de los Ríos ligger nere i en dal. Runt Junta de los Ríos är det glesbefolkat, med 15 invånare per kvadratkilometer. Närmaste större samhälle är La Unión, 8,2 km sydväst om Junta de los Ríos. I omgivningarna runt Junta de los Ríos växer i huvudsak lövfällande lövskog.